# Arran
Árran — луле-саамський культурний центр на півночі Норвегії. Розташований у селищі Драг в комуні Тюсфьорд провінції (фюльке) Нурланн. Почав діяти в 1994 році.

## Діяльність
Своєю метою культурний центр Árran оголосив розвиток і збереження луле-саамської мови і саамської культури.
Árran займається виданням книг, проводить наукові дослідження. При центрі діють навчальні курси луле-саамської мови, які існують як в очній формі, так і у формі відеоконференцій. У стадії розробки знаходиться великий проект Sámasta — онлайн-курс луле-саамської мови. З 1999 року культурним центром видається науково-популярний журнал Bårjås, в якому публікуються статті луле-саамською, норвезькою і шведською мовами (у статей на норвезькій і шведській є анонси на луле-саамській).
На території Центру діє дитячий садок, основною мовою спілкування в якому є луле-саамська.
При Центрі працює музей. Є сувенірний магазин.

## Виноски
1. ↑  Sámasta. Архів оригіналу за 2 березня 2007. Процитовано 26 червня 2015.
2. ↑  Lulesamisk språk, utdanning og barnehage [Архівовано 27 червня 2015 у Wayback Machine.] // Árran(норв.)(Перевірено 16 жовтня 2012)